# سولکان
سولکان (ایتالیایی: Salcano, آلمانی: Sollingen) یک سکونتگاه در شهرداری نوا گوریتسا در منطقه گوریتسیای غربی اسلوونی است که در مرز با ایتالیا قرار دارد. اگرچه امروزه با شهر نوا گوریتسا یک منطقه شهری واحد تشکیل می‌دهد، اما به دلیل تاریخچه و هویت محلی قوی ساکنان آن، وضعیت یک سکونتگاه شهری جداگانه را حفظ کرده است.